# Traktor Čeljabinsk
Il Traktor Čeljabinsk (russo: Трактор Челябинск, italiano: trattore) è una squadra di hockey su ghiaccio russa, con sede nella città di Čeljabinsk, situata sulle pendici orientali degli Urali. La squadra milita nel massimo campionato europeo, la Kontinental Hockey League.

## Storia
La squadra fu fondata nel 1947 e giocò nel Campionato sovietico di hockey su ghiaccio già a partire dall'anno seguente, quando il campionato era appena alla sua seconda edizione. Tra il 1948 ed il 1953 la squadra si chiamava Dzerzhinets Čeljabinsk, mentre tra il 1954 ed il 1958 Avangard Čeljabinsk. Successivamente adottò il nome attuale.
Il Traktor non ha sempre militato nel massimo campionato sovietico, tra il 1965 ed il 1968 infatti giocò nella seconda divisione. Tornò comunque in pochi anni nella massima serie, soprattutto grazie alla guida degli allenatori Viktor Stolyarov e Viktor Sokolov.
Nel 1973 il Traktor giocò la finale di Coppa sovietica contro la corazzata del CSKA che si aggiudicò il trofeo: nonostante il Traktor si fosse portato sul 2-0, la partita terminò 5-2 per la squadra di Mosca. Il migliore piazzamento della squadra nel campionato sovietico risale al 1977, quando, sotto la guida di Anatoly Kostryukov, si classificò al terzo posto. La squadra si classificò in terza posizione altre due volte nel neonato campionato di hockey della CSI, questa volta sotto la guida di Valery Belousov.
Alla fine degli anni '90 l'hockey a Čeljabinsk conobbe una fase di declino e il Traktor nel 1998 retrocedette in Vysšaja Chokkejnaja Liga. Nella stagione 2005-06 tuttavia, il Traktor vinse la VHL e venne riammesso nel massimo campionato russo, la Russian Superleague. Sciolta questa Lega per far posto alla KHL, dopo un periodo di medio-bassa classifica, al quarto anno il Traktor riuscì a vincere la stagione regolare (Kubok Kontinenta), uscendo però poi in semifinale playoff a causa dell'Avangard Omsk chiudendo così la stagione al terzo posto. L'anno successivo giunse invece sino alla finale di Coppa Gagarin ma venne sconfitto (serie 2-4) dall'OHK Dinamo chiudendo quindi la stagione al secondo posto.

## Giocatori
Il vivaio del Traktor ha prodotto diversi giocatori che hanno raggiunto fama internazionale. Uno dei migliori attaccanti sovietici di tutti i tempi, Sergej Makarov, è nato proprio a Čeljabinsk ed ha iniziato la carriera col Traktor. Compagno di squadra di Makarov era poi il forte difensore Sergej Starikov. Starikov e Makarov hanno vinto più di 10 tornei internazionali con la nazionale sovietica. Anche il fratello più vecchio di Makarov (Nikolaj Makarov) fu un forte difensore del Traktor e della nazionale dell'URSS.
Un altro giocatore famoso fu Vjačeslav Bykov, per lungo tempo membro della nazionale sovietica e futuro allenatore della Russia. Inoltre, un portiere del Traktor, Sergej Mylnikov, è stato nominato per due volte miglior portiere del campionato sovietico: fu il portiere dell'Unione Sovietica che partecipò alla Canada Cup del 1987, partecipò inoltre a due Olimpiadi e a cinque campionati del mondo.

## Palmarès

### Competizioni nazionali
- Kubok Kontinenta: 1

2011-2012
- Eastern Conference: 1

2012-2013
- Divizion Charlamova: 1

2011-2012